# Cekov
Cekov (en allemand : Zekow, précédemment : Cekow) est une commune du district de Rokycany, dans la région de Plzeň, en République tchèque. Sa population s'élevait à 150 habitants en 2021.

## Géographie
Cekov se trouve à 16 km au nord-est de Rokycany, à 30 km à l'est-nord-est de Plzeň et à 56 km au sud-ouest de Prague.
La commune est limitée par Zbiroh au nord, par Kařez et Kařízek à l'est, par Mýto au sud et par Sirá à l'ouest.

## Histoire
La première mention écrite du village date de 1273.

## Galerie

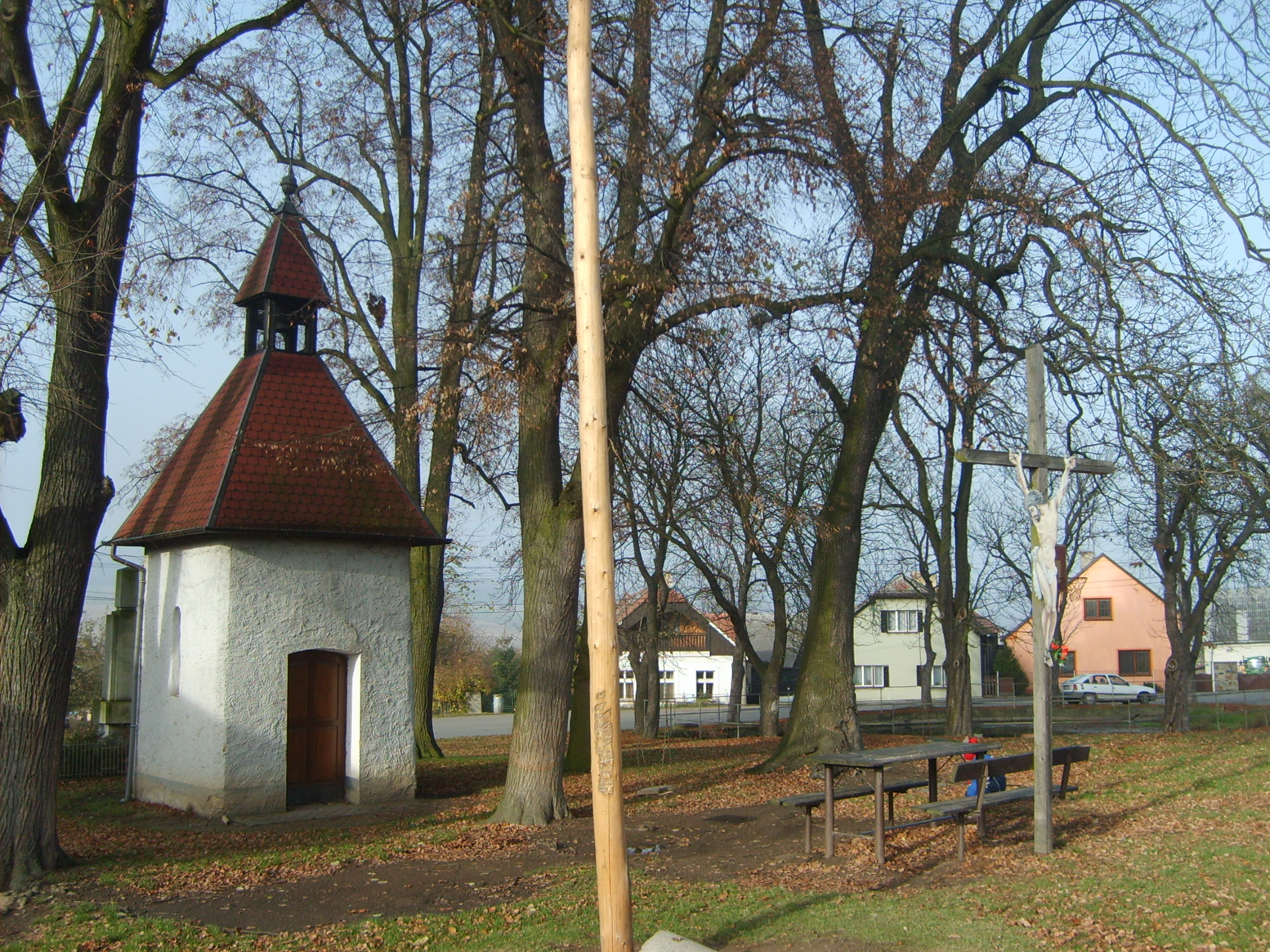
Chapelle au centre de Cekov.
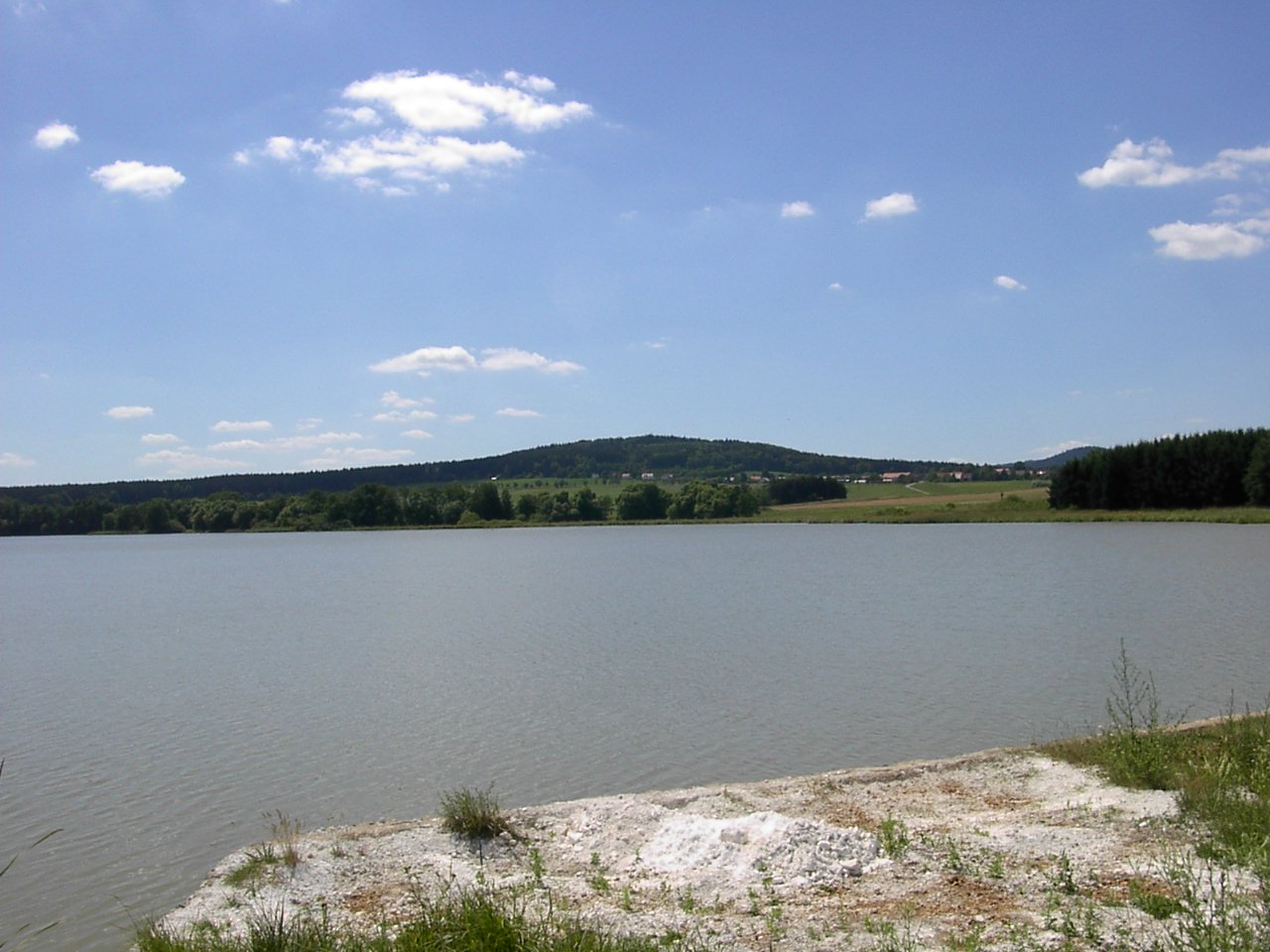
Étang de Cekov (39,8 ha).

## Transports
Par la route, Cekov se trouve à 21 km de Rokycany, à 33 km de Plzeň et à 63 km de Prague.
Le territoire de la commune est traversé par l'autoroute D5/E40, dont l'accès le plus proche se trouve à Cerhovice, à 5 km en direction de Prague.